# Wołodymyr Czubirko
Wołodymyr Wołodymyrowycz Czubirko (ukr. Володимир Володимирович Чубірко; ur. 12 października 1976 w Użhorodzie) – ukraiński samorządowiec, ekonomista i prawnik. Przewodniczący Zakarpackiej Rady Obwodowej od 2021 roku, a także w latach 2014–2015.        

## Życiorys
W 2000 roku ukończył studia na Użhorodzkim Uniwersytecie Narodowym, uzyskując licencjat z ekonomii ze specjalnością w finansach i kredytach. W 2008 roku na tej samej uczelni uzyskał tytuł magistra w dziedzinie prawa. Pracował jako specjalista ds. marketingu w spółce Vector LLC, a także jako ekonomista w spółdzielni Pochodnia. Został następnie zastępcą dyrektora w firmie Vesta-Service.

### Działalność polityczna
W wyborach samorządowych w 2006 roku został wybrany radnym Zakarpackiej Rady Obwodowej. W tym samym roku powołano go na stanowisko wiceprzewodniczącego tego gremium. Został także przewodniczącym Komisji ds. Środowiska i Zasobów Naturalnych oraz wiceprzewodniczącym Komisji ds. Budżetu. 31 października 2014 roku rada obwodowa wybrała go przewodniczącym całego gremium. Stanowisko to pełnił do 1 grudnia 2015 roku. W wyborach samorządowych w tym samym roku bezskutecznie kandydował do Rady Miasta Użhorodu.
W wyborach samorządowych w 2020 roku uzyskał reelekcję jako radny obwodu kandydując z ramienia partii Rodzime Zakarpacie (ukr. Рідне Закарпаття, Ridne Zakarpattia). 25 listopada 2021 roku rada wybrała go przewodniczącym VIII kadencji. Zastąpił na tej funkcji odwołanego wcześniej Ołeksija Petrowa ze Sługi Ludu.